# Franko Burraj
Franko Burraj (* 19. August 1998) ist ein albanischer Sprinter, der sich auf den 400-Meter-Lauf spezialisiert hat. Aktuell ist er Inhaber der Landesrekorde über 200 und 400 Meter.

## Sportliche Laufbahn
Franko Burraj ist Mitglied des Vereins KS Vllaznia Shkodra aus Shkodra.
Erste internationale Erfahrungen sammelte Franko Burraj im Jahr 2018, als er bei den U23-Mittelmeermeisterschaften in Jesolo in 47,08 s den achten Platz über 400 Meter belegte, während er im 200-Meter-Lauf im Vorlauf disqualifiziert wurde. Anschließend erreichte er bei den Mittelmeerspielen in Tarragona in 46,58 s den sechsten Platz und qualifizierte sich damit über 400 Meter auch für die Europameisterschaften in Berlin, bei denen er mit 47,56 s in der ersten Runde ausschied. Im Jahr darauf wurde er bei den U23-Mittelmeerhallenmeisterschaften in Miramas in 48,77 s Vierter und siegte in 47,64 s bei den Balkan-Hallenmeisterschaften in Istanbul und klassierte sich im Anschluss bei den U23-Europameisterschaften in Gävle mit 46,79 s auf dem fünften Platz. Anfang September gelangte er bei den Balkan-Meisterschaften in Prawez in 48,88 s auf den achten Platz im B-Finale. 2020 wurde er bei den Balkan-Hallenmeisterschaften in Istanbul über 400 Meter disqualifiziert und stellte kurz darauf ebendort mit 46,83 s einen neuen Hallenrekord über 400 Meter auf. Im Jahr darauf gewann er dann bei den Balkan-Hallenmeisterschaften in 47,00 s die Silbermedaille, ehe er bei den Halleneuropameisterschaften in Toruń mit 47,45 s im Halbfinale ausschied. Im Sommer kam er bei den Balkan-Meisterschaften in Smederevo über 400 m nicht ins Ziel und im Jahr darauf wurde er bei den Balkan-Hallenmeisterschaften in Istanbul mit 48,08 s Siebter. Im Juni belegte er bei den Balkan-Meisterschaften in Craiova in 46,90 s den achten Platz und gelangte über 200 Meter mit 21,30 s ebenfalls auf Rang acht. Anschließend verbesserte er bei den Mittelmeerspielen in Oran den Landesrekord über 400 Meter auf 46,16 s und belegte damit den vierten Platz.
2023 wurde er bei der 3. Liga der Team-Europameisterschaft im Rahmen der Europaspiele in Chorzów in 46,30 s Erster über 400 Meter und gelangte über 200 Meter mit 21,19 s auf Rang vier. Anschließend belegte er bei den Balkan-Meisterschaften in Kraljevo in 46,79 s den siebten Platz über 400 Meter und wurde in 21,48 s Vierter über 200 Meter. Daraurfhin schied er bei den Weltmeisterschaften in Budapest mit 21,52 s in der ersten Runde über 200 Meter aus. Im Jahr darauf gewann er bei den Balkan-Hallenmeisterschaften in Istanbul in 46,89 s die Bronzemedaille über 400 Meter hinter dem Türken Berke Akçam und Rok Ferlan aus Slowenien. Kurz darauf schied er bei den Hallenweltmeisterschaften in Glasgow mit 47,78 s im Halbfinale aus. Ende Mai wurde er bei den Balkan-Meisterschaften in Izmir in 21,74 s Zweiter im B-Lauf über 200 Meter und kam über 400 Meter nicht ins Ziel. Im August nahm er dank einer Wildcard im 100-Meter-Lauf an den Olympischen Sommerspielen in Paris teil und schied dort mit 10,66 s in der ersten Runde aus. 2025 belegte er bei den Balkan-Hallenmeisterschaften in Belgrad in 47,27 s den fünften Platz über 400 Meter, ehe er bei den Halleneuropameisterschaften in Apeldoorn mit 49,70 s im Vorlauf ausschied.
In den Jahren 2017 und von 2019 bis 2022 wurde Burraj albanischer Meister im 400-Meter-Lauf sowie von 2019 bis 2022 auch über 200 Meter.

## Persönliche Bestleistungen
- 100 Meter: 10,60 s (+0,1 m/s), 3. August 2024 in Paris
- 200 Meter: 21,19 s (+0,5 m/s), 22. Juni 2023 in Chorzów (albanischer Rekord)
- 400 Meter: 46,16 s, 2. Juli 2022 in Oran (albanischer Rekord)
  - 400 Meter (Halle): 46,83 s, 16. Februar 2019 in Istanbul (albanischer Rekord)